# Сканда
Ска́нда (санскр. स्कन्द — «излитый»), Кумара, Карттикея, Муруган (там. முருகன், малаял. മുരുകന്‍) — предводитель войска богов, бог войны в индуизме, вошедший также и в буддийский пантеон. Изображается в виде юноши, часто с шестью головами и двенадцатью руками и ногами. Другие имена: Шаравана, Махасена, Гуха, Субрахманья (санскр. Su-brahmanya = «дружественный брахманам»). Его атрибуты — лук, копьё и знамя с изображением петуха. Его вахана (ездовое животное) — павлин. Его планета — Марс. Считается также, что Сканда покровительствует не только воинам, но и ворам.

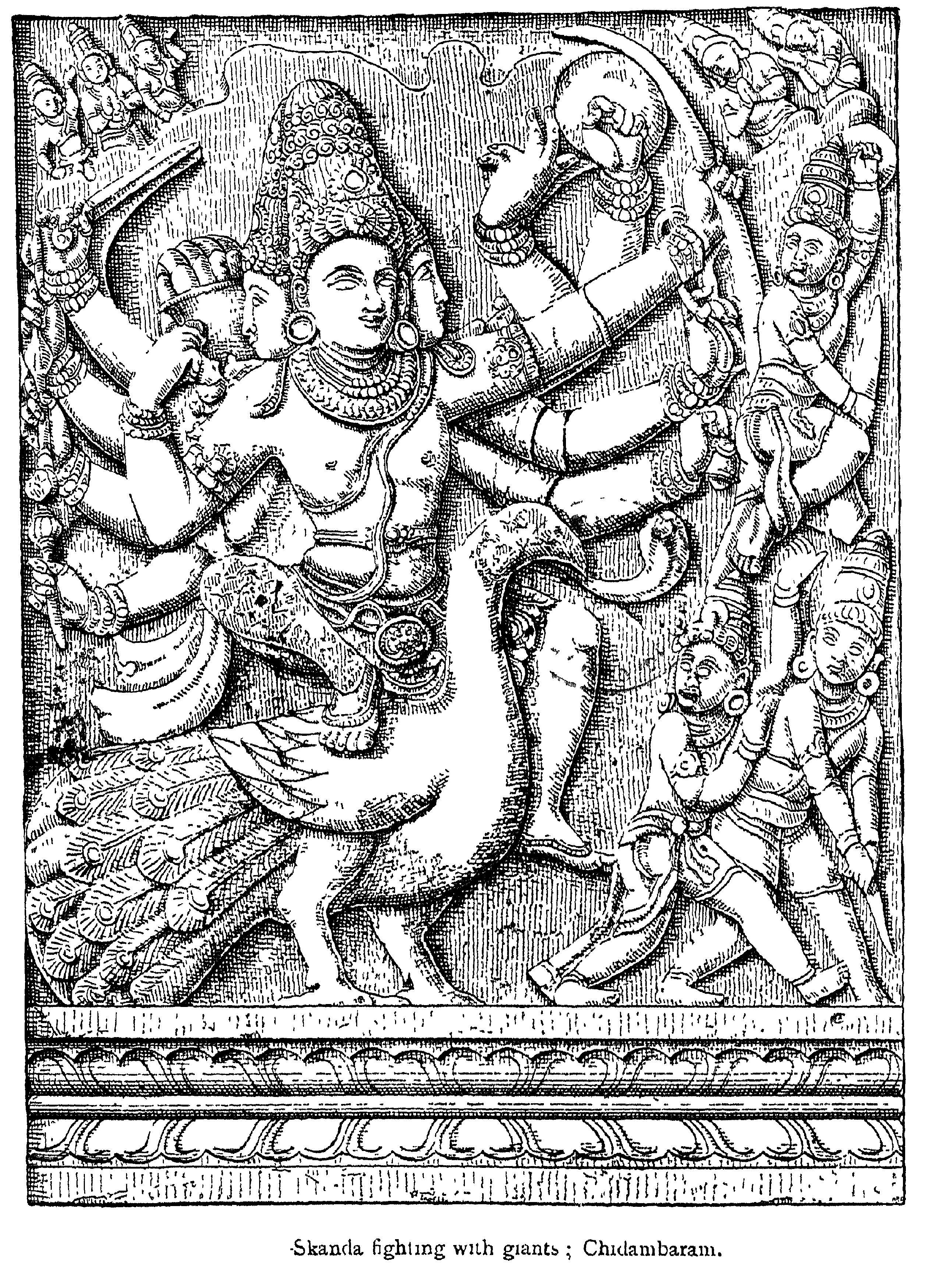
Сканда в храме Чидамбарам в Тамил-Наду

Происхождением имени обязан одному из мифов о своём рождении. Согласно этому мифу бог Агни возжелал соединиться с жёнами семи мудрецов, а Сваха, пылая страстью к Агни, поочерёдно принимала их образ (образ одной из них, особенно преданной своему мужу, она принять не смогла). Каждый раз после соединения, она брала семя Агни, оборачивалась птицей, взлетала на высокую гору и сливала его в золотой сосуд. Через некоторое время родился шестиголовый Сканда.
По другой легенде Сканда был сыном Шивы и Парвати, рождённым ради уничтожения демона Тараки, который по слову Брахмы не мог быть убит никем, кроме сына Шивы. При зачатии семя Шивы упало в огонь, но бог огня Агни не смог его удержать и бросил в небесную реку Гангу. После этого Ганга отнесла семя на гору Химават, где родившегося мальчика воспитали Криттики — олицетворение созвездия Плеяд. Отсюда его второе имя — Карттикея. Со временем Сканда возглавил небесное войско, убил Тараку и множество других демонов.
Сканда в большинстве мифов описан либо в образе неженатого юноши, либо женатым на олицетворении небесного воинства — Девасене.
Культ Сканды в форме особого течения каумара широко распространён в Южной Индии, где его образ был отождествлён с дравидийским богом войны Муруганом.

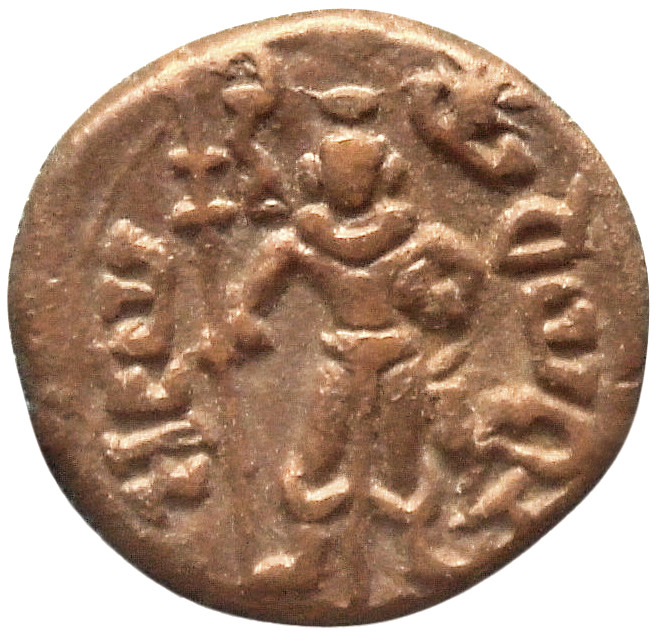
Монета с изображением Карттикеи, I век до н. э.